# Galletta

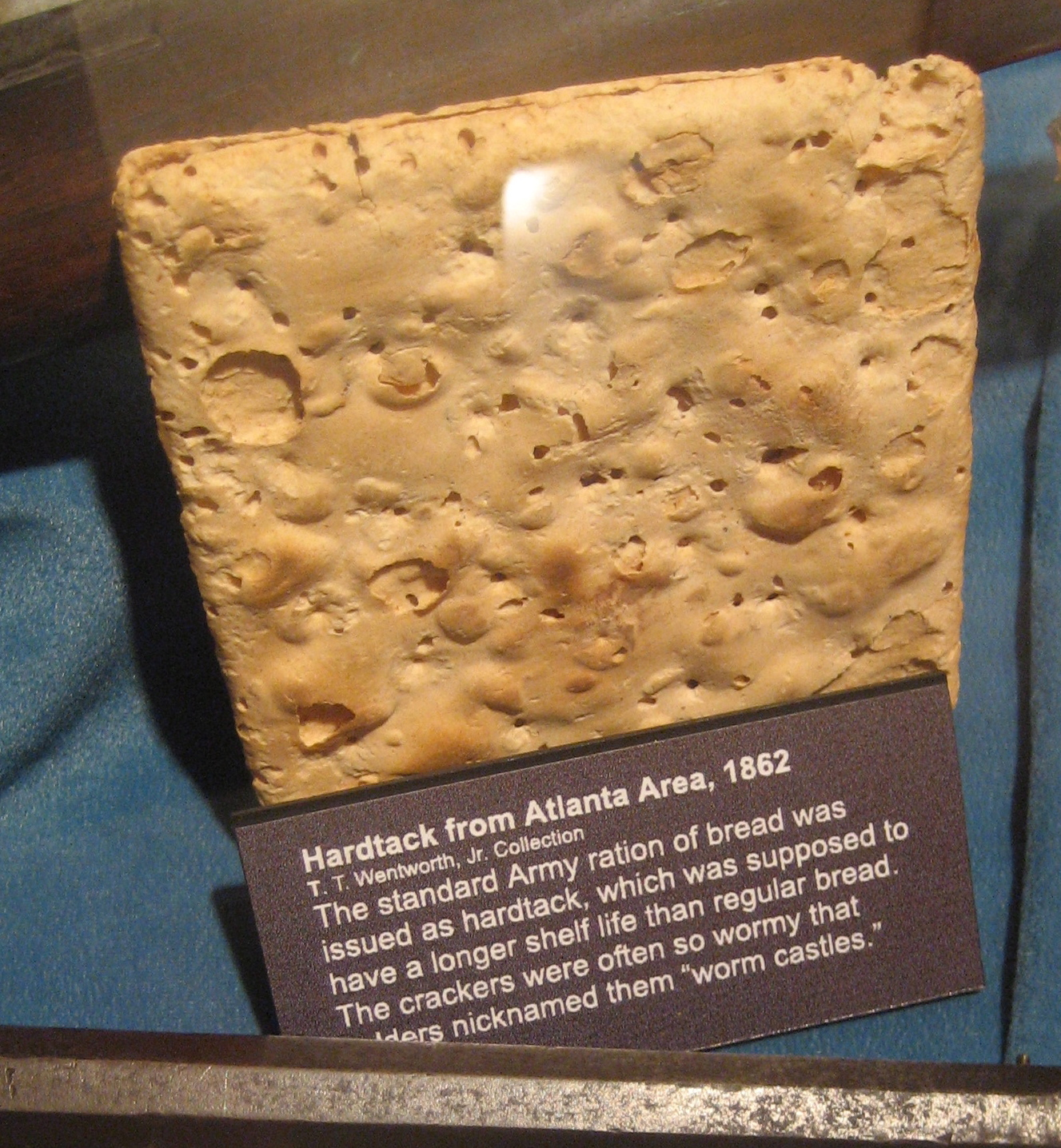
Una galletta in esposizione presso un museo

Con il termine galletta si possono indicare due tipologie di alimenti: un semplice tipo di cracker o biscotto, realizzato con farina, acqua e a volte sale, oppure una cialda di cereali esplosi, realizzata ad esempio con riso, mais ecc. Nella prima accezione veniva usato come sostentamento in assenza di cibo deperibile per la sua economicità e durevolezza, comunemente durante lunghi viaggi in mare o campagne militari. Prodotte in forma di focaccette quadrate o rotonde, dalla superficie butterata, le gallette sono classificate tra i prodotti di panificazione. Da un punto di vista merceologico, la galletta è definita anche come biscotto di mare.

## Slang anglosassone
In inglese la denominazione hardtack deriva dallo slang dei marinai britannici utilizzato per indicare il cibo, "tack". Nei paesi anglosassoni è anche conosciuta con altri nomi come pilot bread, ship's biscuit, shipbiscuit, sea biscuit,  sea bread o in maniera dispregiativa dog biscuits, tooth dullers, sheet iron, worm castles o molar breakers. Fra le forze armate australiane è conosciuta come "wafer anzac". Il nome francese del biscotto di mare è biscuit de mer, mentre in tedesco è Schiffszwieback.
Il termine galletta viene usato anche per definire dei prodotti di alimentari di forma rotonda costituiti da riso, mais, farro o altri cereali soffiati. Le più rappresentative sono le comuni gallette di riso.